# Císařský pohár

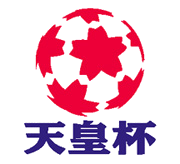
Logo poháru

Císařský pohár (japonsky: 天皇杯) je japonský fotbalový pohár. Jedná se o nejstarší fotbalovou soutěž v Japonsku, jejíž historie sahá až do roku 1921. Před 2. světovou válkou se poháru účastnily nejen kluby z Japonska, ale i z Koreje, Tchaj-wanu a Mandžukua.

## Vítězové
| Sezóny  | Vítězové                                                                      | Výsledek                                                                      | Finalisté                                                                     | Místo konání                                |
| ------- | ----------------------------------------------------------------------------- | ----------------------------------------------------------------------------- | ----------------------------------------------------------------------------- | ------------------------------------------- |
| 1921    | Tokyo Shukyu-Dan                                                              | 1–0                                                                           | Mikage Shukyu-Dan                                                             | Hibiya Park Ground                          |
| 1922    | Nagoya Shukyu-Dan                                                             | 1–0                                                                           | Hiroshima Koto-Shihan                                                         | Toshima Shihan Ground                       |
| 1923    | Astra Club                                                                    | 2–1                                                                           | Nagoya Shukyu-Dan                                                             | Toshima Shihan Ground                       |
| 1924    | Rijo Shukyu-Dan                                                               | 1–0                                                                           | All Mikage Shihan Club                                                        | Meiji Jingu Gaien Stadium                   |
| 1925    | Rijo Shukyu-Dan                                                               | 3–0                                                                           | Tokyo Imperial University                                                     | Meiji Jingu Gaien Stadium                   |
| 1926    | Zrušeno z důvodu úmrtí císaře Taišó                                           | Zrušeno z důvodu úmrtí císaře Taišó                                           | Zrušeno z důvodu úmrtí císaře Taišó                                           |                                             |
| 1927    | Kobe Icchu Club                                                               | 2–0                                                                           | Rijo Shukyu-Dan                                                               | Meiji Jingu Gaien Stadium                   |
| 1928    | Waseda WMW                                                                    | 6–1                                                                           | Kyoto Imperial University                                                     | Meiji Jingu Gaien Stadium                   |
| 1929    | Kwangaku Club                                                                 | 3–0                                                                           | Hosei University                                                              | Meiji Jingu Gaien Stadium                   |
| 1930    | Kwangaku Club                                                                 | 3–0                                                                           | Keio BRB                                                                      | Koshien South Ground                        |
| 1931    | Tokyo Imperial University LB                                                  | 3–0                                                                           | Kobun Junior High School                                                      | Meiji Jingu Gaien Stadium                   |
| 1932    | Keio Club                                                                     | 5–1                                                                           | Yoshino Club                                                                  | Koshien South Ground                        |
| 1933    | Tokyo OB Club                                                                 | 4–1                                                                           | Sendai SC                                                                     | Meiji Jingu Gaien Stadium                   |
| 1934    | Turnaj se nekonal kvůli Hrám Dálného východu (Far Eastern Championship Games) | Turnaj se nekonal kvůli Hrám Dálného východu (Far Eastern Championship Games) | Turnaj se nekonal kvůli Hrám Dálného východu (Far Eastern Championship Games) |                                             |
| 1935    | Kyungsung FC                                                                  | 6–1                                                                           | Tokyo Bunri University                                                        | Meiji Jingu Gaien Stadium                   |
| 1936    | Keio BRB                                                                      | 3–2                                                                           | Bosung College                                                                | Imperial Japanese Army Toyama School Ground |
| 1937    | Keio University                                                               | 3–0                                                                           | Kobe University of Commerce                                                   | Meiji Jingu Gaien Stadium                   |
| 1938    | Waseda University                                                             | 4–1                                                                           | Keio University                                                               | Meiji Jingu Gaien Stadium                   |
| 1939    | Keio BRB                                                                      | 3–2                                                                           | Waseda University                                                             | Meiji Jingu Gaien Stadium                   |
| 1940    | Keio BRB                                                                      | 1–0                                                                           | Waseda WMW                                                                    | Meiji Jingu Gaien Stadium                   |
| 1941–45 | Pozastaveno během druhé světové války                                         | Pozastaveno během druhé světové války                                         | Pozastaveno během druhé světové války                                         |                                             |
| 1946    | University of Tokyo LB                                                        | 3–2                                                                           | Kobe University of Economics Club                                             | University of Tokyo Goten-Shita Stadium     |
| 1947–48 | Zrušeno kvůli nepokojům po druhé světové válce                                | Zrušeno kvůli nepokojům po druhé světové válce                                | Zrušeno kvůli nepokojům po druhé světové válce                                |                                             |
| 1949    | University of Tokyo LB                                                        | 3–2                                                                           | Kandai Club                                                                   | Waseda University Higashi-Fusimi Ground     |
| 1950    | All Kwangaku                                                                  | 6–1                                                                           | Keio University                                                               | Kariya Stadium                              |
| 1951    | Keio BRB                                                                      | 3–2                                                                           | Osaka Club                                                                    | Miyagino Football Stadium                   |
| 1952    | All Keio                                                                      | 6–2                                                                           | Osaka Club                                                                    | Fujieda Higashi High School Ground          |
| 1953    | All Kwangaku                                                                  | 5–4 (aet)                                                                     | Osaka Club                                                                    | Nishikyogoku Athletic Stadium               |
| 1954    | Keio BRB                                                                      | 5–3                                                                           | Toyo Industries                                                               | Yamanashi Prefectural Stadium               |
| 1955    | All Kwangaku                                                                  | 4–2                                                                           | Chudai Club                                                                   | Nishinomiya Stadium                         |
| 1956    | Keio BRB                                                                      | 4–2                                                                           | Yawata Steel                                                                  | Omiya Velodrome                             |
| 1957    | Chudai Club                                                                   | 1–0                                                                           | Toyo Industries                                                               | Hiroshima Kokutaiji High School Stadium     |
| 1958    | Kwangaku Club                                                                 | 1–0                                                                           | Yawata Steel                                                                  | Fujieda Higashi High School Ground          |
| 1959    | Kwangaku Club                                                                 | 1–0                                                                           | Chuo University                                                               | Koishikawa Football Stadium                 |
| 1960    | Furukawa Electric                                                             | 4–0                                                                           | Keio BRB                                                                      | Utsubo Football Stadium                     |
| 1961    | Furukawa Electric                                                             | 3–2                                                                           | Chuo University                                                               | Fujieda Higashi High School Ground          |
| 1962    | Chuo University                                                               | 2–1                                                                           | Furukawa Electric                                                             | Nishikyogoku Athletic Stadium               |
| 1963    | Waseda University                                                             | 2–1                                                                           | Hitachi                                                                       | Kobe Oji Stadium                            |
| 1964    | Yawata Steel Furukawa Electric                                                | 0–0 (aet)                                                                     | none (title shared)                                                           | Kobe Oji Stadium                            |
| 1965    | Toyo Industries                                                               | 3–2                                                                           | Yawata Steel                                                                  | Komazawa Olympic Park Stadium               |
| 1966    | Waseda University                                                             | 3–2 (aet)                                                                     | Toyo Industries                                                               | Komazawa Olympic Park Stadium               |
| 1967    | Toyo Industries                                                               | 1–0                                                                           | Mitsubishi Motors                                                             | Olympijský stadion                          |
| 1968    | Yanmar Diesel                                                                 | 1–0                                                                           | Mitsubishi Motors                                                             | Olympijský stadion                          |
| 1969    | Toyo Industries                                                               | 4–1                                                                           | Rikkyo University                                                             | Olympijský stadion                          |
| 1970    | Yanmar Diesel                                                                 | 2–1 (aet)                                                                     | Toyo Industries                                                               | Olympijský stadion                          |
| 1971    | Mitsubishi Motors                                                             | 3–1                                                                           | Yanmar Diesel                                                                 | Olympijský stadion                          |
| 1972    | Hitachi                                                                       | 2–1                                                                           | Yanmar Diesel                                                                 | Olympijský stadion                          |
| 1973    | Mitsubishi Motors                                                             | 2–1                                                                           | Hitachi                                                                       | Olympijský stadion                          |
| 1974    | Yanmar Diesel                                                                 | 2–1                                                                           | Eidai Industries                                                              | Olympijský stadion                          |
| 1975    | Hitachi                                                                       | 2–0                                                                           | Fujita Industries                                                             | Olympijský stadion                          |
| 1976    | Furukawa Electric                                                             | 4–1                                                                           | Yanmar Diesel                                                                 | Olympijský stadion                          |
| 1977    | Fujita Industries                                                             | 4–1                                                                           | Yanmar Diesel                                                                 | Olympijský stadion                          |
| 1978    | Mitsubishi Motors                                                             | 1–0                                                                           | Toyo Industries                                                               | Olympijský stadion                          |
| 1979    | Fujita Industries                                                             | 2–1                                                                           | Mitsubishi Motors                                                             | Olympijský stadion                          |
| 1980    | Mitsubishi Motors                                                             | 1–0                                                                           | Tanabe Pharmaceutical                                                         | Olympijský stadion                          |
| 1981    | Nippon Kokan                                                                  | 2–0                                                                           | Yomiuri                                                                       | Olympijský stadion                          |
| 1982    | Yamaha Motors                                                                 | 1–0                                                                           | Fujita Industries                                                             | Olympijský stadion                          |
| 1983    | Nissan Motors                                                                 | 2–0                                                                           | Yanmar Diesel                                                                 | Olympijský stadion                          |
| 1984    | Yomiuri                                                                       | 2–0                                                                           | Furukawa Electric                                                             | Olympijský stadion                          |
| 1985    | Nissan Motors                                                                 | 2–0                                                                           | Fujita Industries                                                             | Olympijský stadion                          |
| 1986    | Yomiuri                                                                       | 2–1                                                                           | Nippon Kokan                                                                  | Olympijský stadion                          |
| 1987    | Yomiuri                                                                       | 2–0                                                                           | Mazda                                                                         | Olympijský stadion                          |
| 1988    | Nissan Motors                                                                 | 3–2 (aet)                                                                     | Fujita Industries                                                             | Olympijský stadion                          |
| 1989    | Nissan Motors                                                                 | 3–2                                                                           | Yamaha Motors                                                                 | Olympijský stadion                          |
| 1990    | Matsushita Electric                                                           | 0–0 (pso 4–3)                                                                 | Nissan Motors                                                                 | Olympijský stadion                          |
| 1991    | Nissan Motors                                                                 | 4–2 (aet)                                                                     | Yomiuri                                                                       | Olympijský stadion                          |
| 1992    | Yokohama Marinos                                                              | 2–1 (aet)                                                                     | Verdy Kawasaki                                                                | Olympijský stadion                          |
| 1993    | Yokohama Flügels                                                              | 6–2 (aet)                                                                     | Kashima Antlers                                                               | Olympijský stadion                          |
| 1994    | Bellmare Hiratsuka                                                            | 2–0                                                                           | Cerezo Osaka                                                                  | Olympijský stadion                          |
| 1995    | Nagoya Grampus Eight                                                          | 3–0                                                                           | Sanfrecce Hiroshima                                                           | Olympijský stadion                          |
| 1996    | Verdy Kawasaki                                                                | 3–0                                                                           | Sanfrecce Hiroshima                                                           | Olympijský stadion                          |
| 1997    | Kashima Antlers                                                               | 3–0                                                                           | Yokohama Flügels                                                              | Olympijský stadion                          |
| 1998    | Yokohama Flügels                                                              | 2–1                                                                           | Shimizu S-Pulse                                                               | Olympijský stadion                          |
| 1999    | Nagoya Grampus Eight                                                          | 2–0                                                                           | Sanfrecce Hiroshima                                                           | Olympijský stadion                          |
| 2000    | Kashima Antlers                                                               | 3–2 (aet)                                                                     | Shimizu S-Pulse                                                               | Olympijský stadion                          |
| 2001    | Shimizu S-Pulse                                                               | 3–2                                                                           | Cerezo Osaka                                                                  | Olympijský stadion                          |
| 2002    | Kyoto Purple Sanga                                                            | 2–1                                                                           | Kashima Antlers                                                               | Olympijský stadion                          |
| 2003    | Júbilo Iwata                                                                  | 1–0                                                                           | Cerezo Osaka                                                                  | Olympijský stadion                          |
| 2004    | Tokyo Verdy                                                                   | 2–1                                                                           | Júbilo Iwata                                                                  | Olympijský stadion                          |
| 2005    | Urawa Reds                                                                    | 2–1                                                                           | Shimizu S-Pulse                                                               | Olympijský stadion                          |
| 2006    | Urawa Reds                                                                    | 1–0                                                                           | Gamba Osaka                                                                   | Olympijský stadion                          |
| 2007    | Kashima Antlers                                                               | 2–0                                                                           | Sanfrecce Hiroshima                                                           | Olympijský stadion                          |
| 2008    | Gamba Osaka                                                                   | 1–0 (aet)                                                                     | Kashiwa Reysol                                                                | Olympijský stadion                          |
| 2009    | Gamba Osaka                                                                   | 4–1                                                                           | Nagoya Grampus                                                                | Olympijský stadion                          |
| 2010    | Kashima Antlers                                                               | 2–1                                                                           | Shimizu S-Pulse                                                               | Olympijský stadion                          |
| 2011    | FC Tokyo                                                                      | 4–2                                                                           | Kyoto Sanga FC                                                                | Olympijský stadion                          |
| 2012    | Kashiwa Reysol                                                                | 1–0                                                                           | Gamba Osaka                                                                   | Olympijský stadion                          |
| 2013    | Yokohama F. Marinos                                                           | 2–0                                                                           | Sanfrecce Hiroshima                                                           | Olympijský stadion                          |
| 2014    | Gamba Osaka                                                                   | 3–1                                                                           | Montedio Yamagata                                                             | Nissan Stadium                              |
| 2015    | Gamba Osaka                                                                   | 2–1                                                                           | Urawa Reds                                                                    | Ajinomoto Stadium                           |
| 2016    | Kashima Antlers                                                               | 2–1 (aet)                                                                     | Kawasaki Frontale                                                             | Suita City Football Stadium                 |
| 2017    | Cerezo Osaka                                                                  | 2–1 (aet)                                                                     | Yokohama F. Marinos                                                           | Saitama Stadium 2002                        |
| 2018    | Urawa Reds                                                                    | 1–0                                                                           | Vegalta Sendai                                                                | Saitama Stadium 2002                        |
| 2019    | Vissel Kobe                                                                   | 2–0                                                                           | Kashima Antlers                                                               | Nový olympijský stadion                     |